# Burg Frankenberg (Eder)
Die Burg Frankenberg ist eine abgegangene Höhen- und Spornburg in Frankenberg im nordhessischen Landkreis Waldeck-Frankenberg. Sie befand sich auf 315 m Höhe auf der nach Westsüdwesten verlaufenden Spitze eines nach drei Seiten steil abfallenden Bergsporns über der Eder, auf einem grob ovalen, etwa 230 Meter langen und 180 Meter breiten Areal am Südwestrand der Stadt Frankenberg.
Zur Baugeschichte der Burg ist kaum etwas bekannt, ebenso wenig zu ihrem Grundriss und Aussehen. Die ab 1233 erbaute Burg wurde bereits 1373 oder 1376 von Bürgern der Stadt, die sich über Maßnahmen der Dienstmannen des landgräflichen Amtmanns und Pfandbesitzers, Hermann IX. von Treffurt, empörten, in Brand gesetzt, teilweise zerstört und in der Folgezeit nicht wieder völlig hergestellt. Die historischen Stadtansichten des 16. und 17. Jahrhunderts zeigen die Burg als noch immer imposante Teilruine. Beim verheerenden Stadtbrand im Mai 1476 wurde sie endgültig zerstört. Ihre letzten Reste wurden 1798 bzw. 1908 beseitigt. Erhalten sind Reste einer Stützmauer an der Südseite des Berggipfels und der Sockel eines runden Flankenturmes der Ringmauer.

## Geschichte
Landgraf Konrad von Thüringen, der seit 1231 für seinen Bruder Heinrich Raspe die hessischen Gebiete der Ludowinger Landgrafen von Thüringen verwaltete, ließ ab 1233 auf dem seit 1122 von den Ludowingern besetzten Frankenberg, im Zuge seines Machtkampfes mit Erzbischof Siegfried III. von Mainz und alle Einsprüche der benachbarten Grundherren missachtend, eine Burg und eine Stadt errichten. Auf der äußersten Spitze der Bergzunge entstand eine Burganlage, die das gesamte mittlere Edertal beherrschte. An sie schloss sich eine Vorburg an, die auch den kirchlichen Bereich mit der ab 1286 erbauten Liebfrauenkirche umschloss. Unmittelbar dahinter wurde die Stadt angelegt. Die frühesten schriftlichen Belege zur Burg stammen aus den Jahren 1253, als Burgmannen („castrensis“) erwähnt wurden. Aus dieser Anfangszeit Frankenbergs im 13. Jahrhundert sind dort als Burgmannen nachgewiesen: Tammo von Beltershausen, Gerlach Baschard, Ruding von Herbelhausen, Gerlach von Biedenfeld, Arnold Huhn von Ellershausen, Siegfried Rust, Heinrich von Linne, Konrad von Linne und Mitglieder der Familie von Helfenberg. 1263 wird die Burg („castrum“) dann auch selbst als Lehen der Mainzer Erzbischöfe im Besitz des hessischen Landgrafen Heinrich I. erwähnt als direktes Ergebnis des Langsdorfer Friedens von 1262, mit dem der thüringisch-hessische Erbfolgekrieg (1247–1264) prinzipiell beendet wurde. Erst im Merlauer Vertrag vom 8. September 1583 verzichtete Erzbischof Wolfgang von Dalberg endgültig auf die Kurmainzer Ansprüche in Frankenberg.

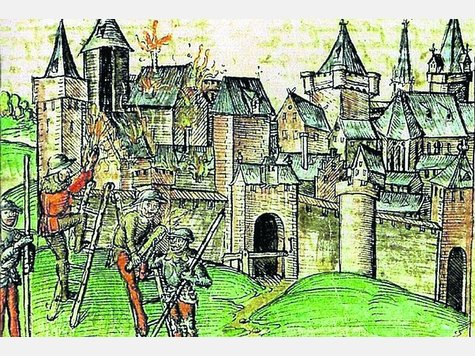
Frankenberger Bürger zünden die Burg Frankenberg an – Illustration aus einem Werk Gerstenbergs

Die Burg war Sitz eines landgräflichen Schultheißen, ab 1330 eines Amtmannes. Sie wurde mehrfach verpfändet, so zum Beispiel im August 1327, als Graf Heinrich IV. von Waldeck Feldhauptmann des Landgrafen Otto I. und dessen Sohns Heinrich II. in deren Krieg gegen den Mainzer Erzbischof Matthias von Buchegg wurde und dafür die Burgen Frankenberg, Wolfhagen und Schartenberg als Pfand für die zu erhaltende Bezahlung von 1500 Mark Silber erhielt. Folgenreicher war jedoch die im Juni 1372 durch Landgraf Heinrich II. und seinen Neffen und Mitregenten Hermann II. vorgenommene Verpfändung und Belehnung auf Lebenszeit von Burg und Stadt Frankenberg und dem benachbarten halben Gericht Geismar an Hermann IX. von Treffurt, den wohlhabenden Herrn von Bilstein und Spangenberg und ehemaligen Landvogt an der Werra, und dessen Ehefrau Margarethe von Solms. Deren Burg- und Dienstmannen machten sich bei der örtlichen Bevölkerung schon bald so unbeliebt, dass nach dem Versuch der Burgherren, die Burg auch zur Stadt hin durch eine Mauer befestigen zu lassen, die empörten Stadtbewohner 1373 oder 1376 große Teile der Burg niederbrannten.
Offenbar wurde die Burg nicht völlig zerstört, da sie auch im 15. Jahrhundert noch erwähnt wird. Erst ein Jahrhundert später, nach dem verheerenden Stadtbrand im Mai 1476, verlegte Landgraf Heinrich III. von Hessen-Marburg den Sitz des Amtmanns um oder bald nach 1485 in das von ihm neu erbaute Jagdschloss Wolkersdorf und schuf damit das Amt Wolkersdorf. Danach geriet die Burg Frankenberg mehr und mehr in Verfall, aber noch im 17. Jahrhundert sind die Ruinen in Dilichs Stadtansicht von 1591 zu sehen. Die letzten Reste ließ der hessen-kasselsche Oberst und spätere Generalleutnant Friedrich Conrad Wolff von und zu Todenwarth, Kommandeur des in Frankenberg stationierten Dragonerregiments, 1798 schleifen, um auf dem Bergplateau einen Exerzierplatz anlegen zu lassen.

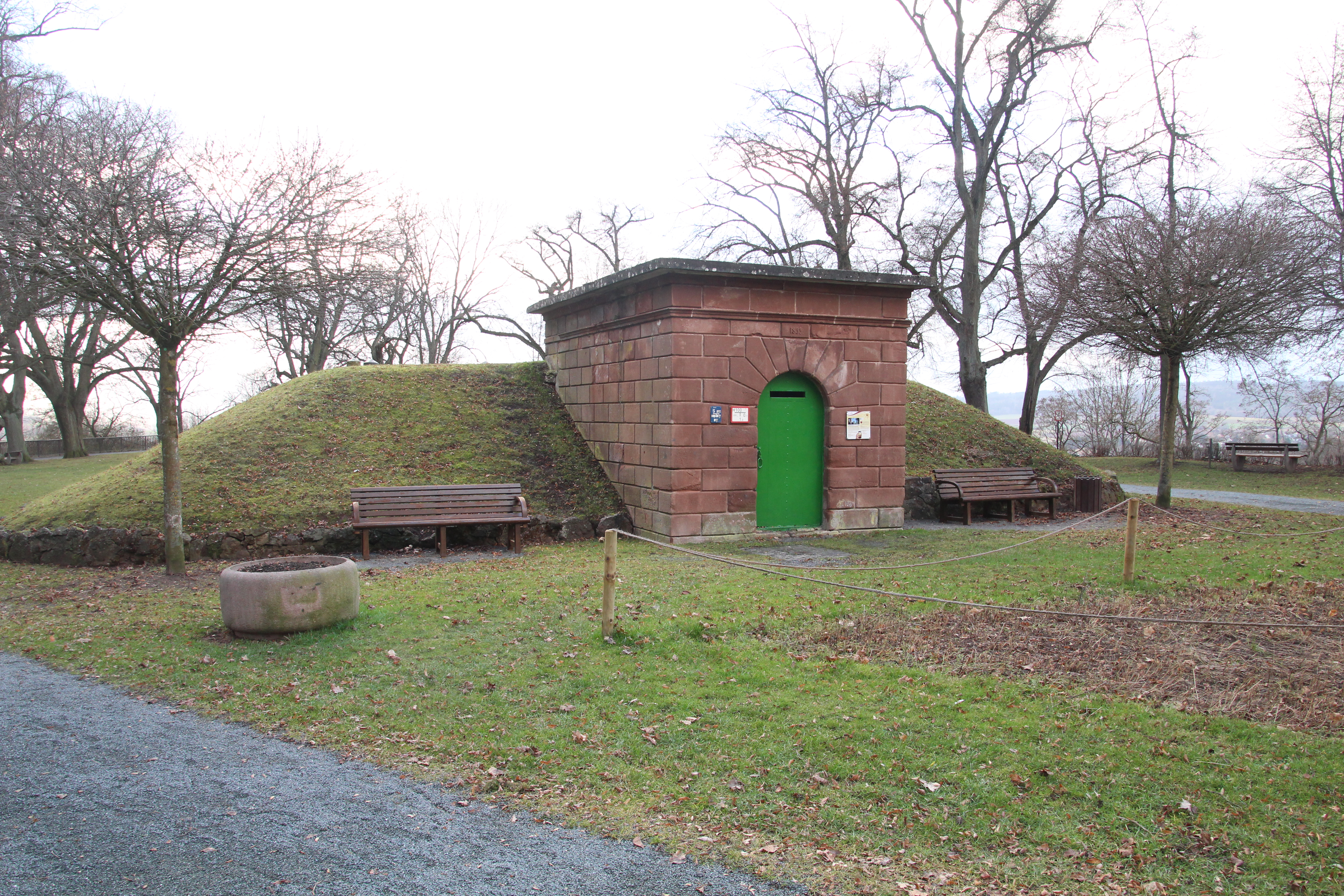
Der Wasserhochbehälter auf dem Burgberg (2016)

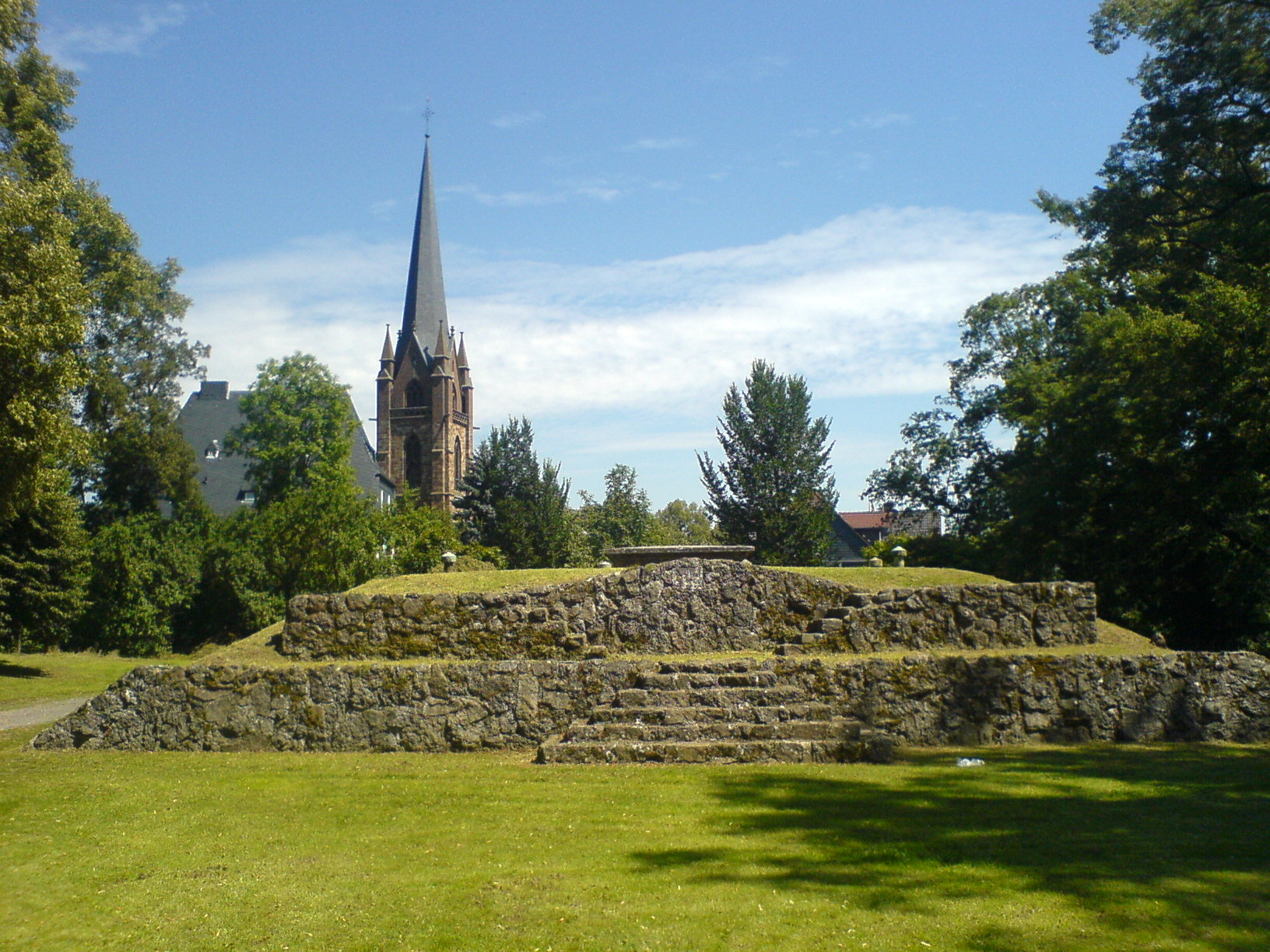
Rückseite des Wasserhochbehälters auf dem Burgberg (2007)

Im Jahr 1828 wurde der Burgplatz Eigentum der Stadt Frankenberg. Beim Neubau der städtischen Wasserversorgungsanlage wurde 1899 dort auf dem damals höchsten Punkt der Stadt ein Wasserhochbehälter errichtet und der Platz begrünt. Aus dem ehemaligen Exerzierplatz wurde ein öffentlicher Park, der heute auch als Freilichtbühne genutzt wird.

## Mögliche Vorgängerburg
Ob es an gleicher Stelle möglicherweise bereits eine ältere Befestigung gab, wie der Ortsname Frankenberg sowie einige, allerdings schwache, archäologische Funde andeuten, ist unbekannt. Trotz geophysikalischer Prospektion im Jahre 2000 liegt ein eindeutiger archäologischer Befund nicht vor. Der nicht immer zuverlässige Chronist Wigand Gerstenberg behauptete um 1500, eine erste Burg sei dort im 6. Jahrhundert vom fränkischen König Theuderich I. errichtet worden. In dieser Zeit eskalierten die Auseinandersetzungen der bis an die Eder vorgedrungenen Franken mit den nördlich der Eder ansässigen Sachsen. Der gut zu verteidigende Berg hätte damit militärische Bedeutung gewonnen und wäre daher von den Franken befestigt worden. Karl Martell soll zu Beginn des 8. Jahrhunderts die Verstärkung der Befestigungsanlagen und ihre Belegung mit einer ständigen Besatzung veranlasst haben. Nach dem Ende der Sachsenkriege Karls des Großen im Jahre 804 verlor die Festung, sofern es sie gab, ihre Bedeutung und verfiel.